# Hypotrachyna protenta
Hypotrachyna protenta är en lavart som beskrevs av Hale. Hypotrachyna protenta ingår i släktet Hypotrachyna och familjen Parmeliaceae.   Inga underarter finns listade i Catalogue of Life.